# Società Aeroporto Comiso
Società Aeroporto Comiso (So.A.Co) era la società che gestiva l'aeroporto Pio La Torre di Comiso, nel Libero consorzio comunale di Ragusa. Nel 2022 è stata assorbita dalla SAC.

## Composizione societaria
Alla nascita la SOACO era un'azienda controllata esclusivamente dal comune di Comiso. Nel 2007 la INTERSAC Hoding SpA, controllata dalla SAC, si aggiudicò la gestione dello scalo assieme al 51% delle quote della società aeroportuale. Nel febbraio del 2008 la INTERSAC acquistò altre 588.000 azioni della SOACO, pari al 14% delle quote dal comune di Comiso, portando il proprio pacchetto al 65%.
Il comune di Comiso deteneva quindi il 35% e la Società Aeroporto Catania S.p.A. il 65%.
Per prolungare la pista dello scalo, si sono occupati 32 ettari del comune limitrofo di Chiaramonte Gulfi, mentre la rotta preferenziale per gli atterraggi e decolli interessa principalmente il territorio del comune di Vittoria, di conseguenza, nel 2013, era circolata l'idea che il Comune di Comiso potesse cedere delle quote SOACO agli altri due comuni come da tabella seguente:
| Ente                                                            | Quota  |
| Comune di Comiso Comune di Vittoria Comune di Chiaramonte Gulfi | 35,00% |
| Società Aeroporto Catania S.p.A.                                | 65,00% |
| Totale                                                          | 100%   |

Tuttavia questa ipotesi non ha avuto riscontro e il 35% delle quote è rimasto al Comune di Comiso.
Nel 2022 la SAC, società soggetta a direzione e coordinamento da parte della CCIAA di Catania, Ragusa e Siracusa, ha acquisito per incorporazione la Soaco.

## Dati societari
- Ragione sociale: SO.A.CO. S.p.A. - Società dell'aeroporto di Comiso
- Sede legale: piazza Fonte Diana s.n. - 97013 Comiso (RG)
- Partita IVA: 01083290880
- Codice fiscale: 01083290880
- Capitale sociale: 4.200.000 euro[6]